# Halictus microcardia
Halictus microcardia är en biart som beskrevs av Pérez 1896. Halictus microcardia ingår i släktet bandbin, och familjen vägbin. Inga underarter finns listade i Catalogue of Life.